# Королівська мантія

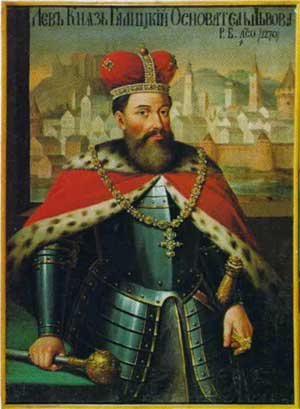
Король Русі Лев І

Королівська мантія або Коронаційна мантія або Мантія (нім. Krönungsmantel; фр. Manteau du couronnement) — церемоніальний одяг, який відносять до символів влади, що вдягають при коронації монархам (імператорам, королям, князям) або який вони носять на урочистих офіційних заходах. 
Якщо королівську мантію вдягають лише один раз під час коронації, то вона носить назву коронаційна мантія. Мантії можуть носити не лише монархи-правителі, але й їх дружини (чоловіки) та спадкоємці престолу. Мантії також зображували на офіційних портретах та творах мистецтва, де представлені монархи або принци.

## Історія
Монархи носили церемоніальні, часто вишиті золотом, плащі з давніх часів. Традиція одягати спеціальну мантію під час коронації існувала вже в Римській імперії. Нарівні з імператорам та королями, до спеціальних церемоніальних мантій можна віднести й мантії кардиналів та патріархів (митрополитів). 
Найдавніші коронаційні мантії були квадратними, вони символізували чотири напрямки сторін світу. Пізніше ця традиція була втрачена на користь подовженого плаща зі шлейфом.
Особлива королівська мантія підкреслювала претензії ранньосередньовічних монархів не тільки на світську, але й на сакральну, духовну владу. У Середньовічній Європі існувала традиція оздоблювати королівський плащ хутром — як правило, білим зимовим горностаєм. Колір тканини плаща міг різнитись в залежності від країни. Пурпуровий колір був кольором римських імператорів, у Великому князівстві Київському та Королівстві Русі надавали перевагу червоному кольору, а в Швеції та Франції була синя мантія. Спеціальні барвники були дуже коштовними, до винайдення синтетичних барвників у 19 столітті. Сировина отримувалась з рослин або тварин й була лише в невеликих кількостях. Виробництво деяких барвників було складним та трудомістким процесом. Наприклад, на одну коронаційну пурпурну мантію потрібно було близько 2 000 000 равликів Східного Середземномор’я. 
Терміни "королівська мантія" та "коронаційна мантія" використовувались поруч. Хоча такі мантії використовувались у багатьох країнах в різних випадках, крім коронацій та інавгурацій, таких як виготовлення державних портретів, урочисті прийоми, свята та похорони. В останньому випадку плащ розстеляли в труні. Але такі мантії могли носити король або суверен, його дружина, а інколи й спадкоємець престолу.

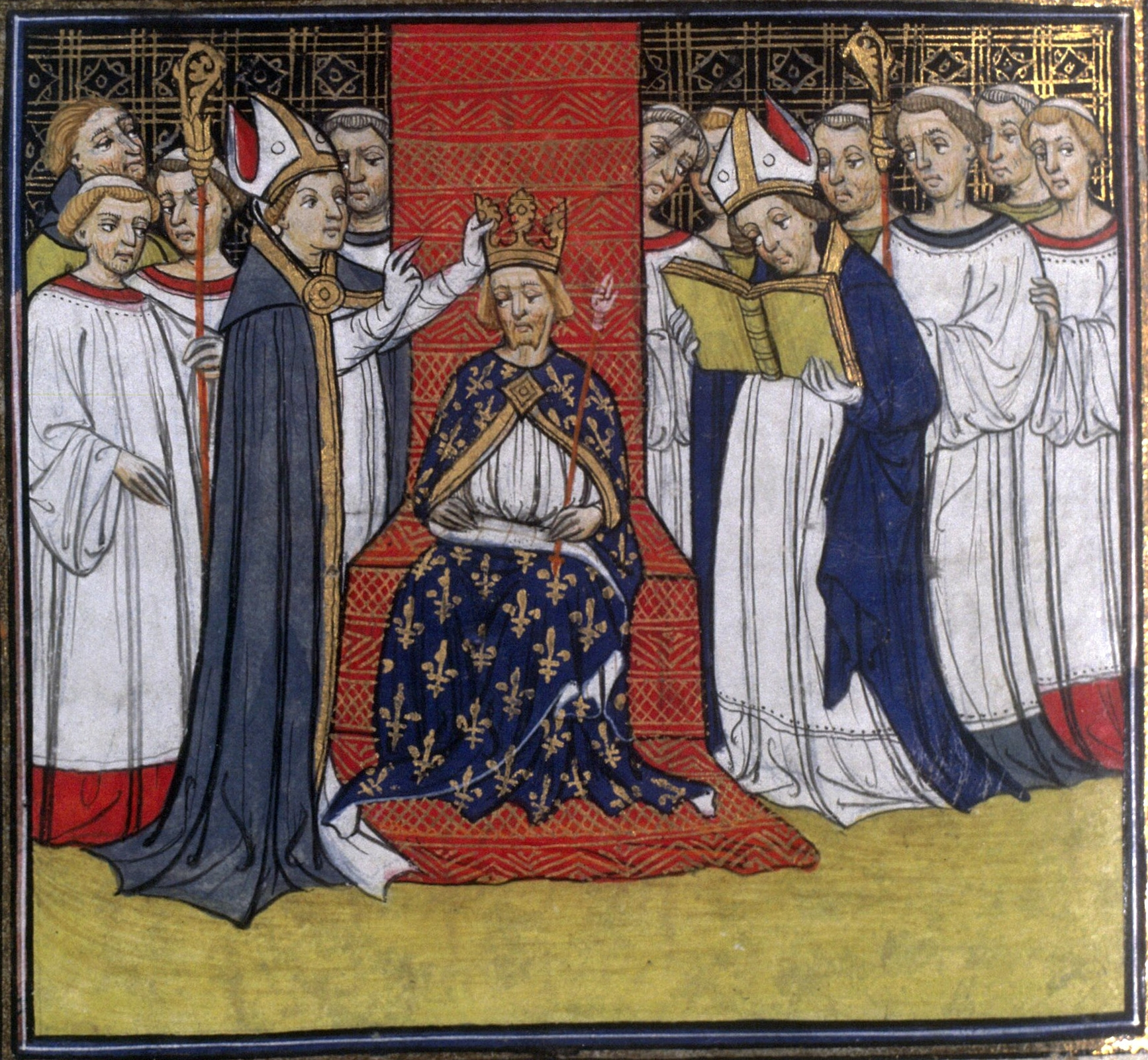
Коронація Філіпа III Французького, 1270 р.

Нема значної різниці між мантіями імператора, короля або великого князя. У різних країнах сформувались власні стилі й форма мантії дещо змінювалася протягом століть. Найдавніші мантії були не дуже довгими, і вони не були підбиті хутром. В часи середньовіччя мантії почали оздоблюватись коштовним камінням та хутром. Під впливом Священної Римської імперії та Східної Римської імперії, у Великому князівстві Київському, а пізніше в Королівстві Русі монархи (Великі князі Київські та королі Русі) також мали коронаційні клейноди: корону, мантію, скіпетр, тощо.
Найдавніша зафіксована коронаційна мантія була знайдена в королівській гробниці Меровінгів у Північній Франції. У саркофазі лежали незліченні золоті бджоли. Одяг зіпсувався, але бджоли, ймовірно, були прикріплені до мантії як прикраса. Оскільки археологія тоді була ще в зародковому стані, знахідка, на жаль, була недостатньо документована та збережена.
У 18 столітті мантії в різних країнах стають більш схожими один на одного й з’являються всюди в Європі. Французькі мантії, що були підбитий хутром та з довгим шлейфом, стали в XIX ст. прикладом для інших європейських монархій. Тільки німецькі імператори продовжували дотримуватись традиції короткої мантії, починаючи від 12-го століття й до 19-го ст.
Некороновані, але урочисто інтронізовані королі Нідерландів носять мантію за французьким зразком. У Нідерландах не говорять про коронаційну мантію, а використовують термін "королівський одяг" (голландський: Koningsmantel). Бельгія не мала спеціальної коронаційної мантії. 
Мантії з давніх часів відігравали важливу роль у державних церемоніях. Не тільки королі та імператори носили шати на церемоніях. У Франції та Німеччині такі важливі діячі, як курфюрсти та князі, також носили плащі з підкладкою з хутра. В Англії, крім перів, вищі князі та найвищі судді на коронаціях та відкриттях парламенту все ще носять плащі з підкладкою з хутра. Ці шати, звичайно, не є ні королівськими, ні коронаційними, а є церемоніальними. 
Коронаційні мантії могли як виготовлятись для кожної церемонії коронації, так і зберігатись, як коронаційний клейнод для наступних церемоній коронації.
Традиційно однією зі складових церемонії коронації є церемонія одягання спеціальних шат, в тому числі й коронаційної мантії, перед тим, як новий король буде увінчаний короною. Там де помазували короля, помазання передувало одяганню коронаційного одягу.
В XXI ст. в Європі лише британські та голландські монархи досі носять королівські мантії. Монархи полінезійського королівства Тонга також досі зберегли традицію вдягати мантію під час коронації.

## Галерея

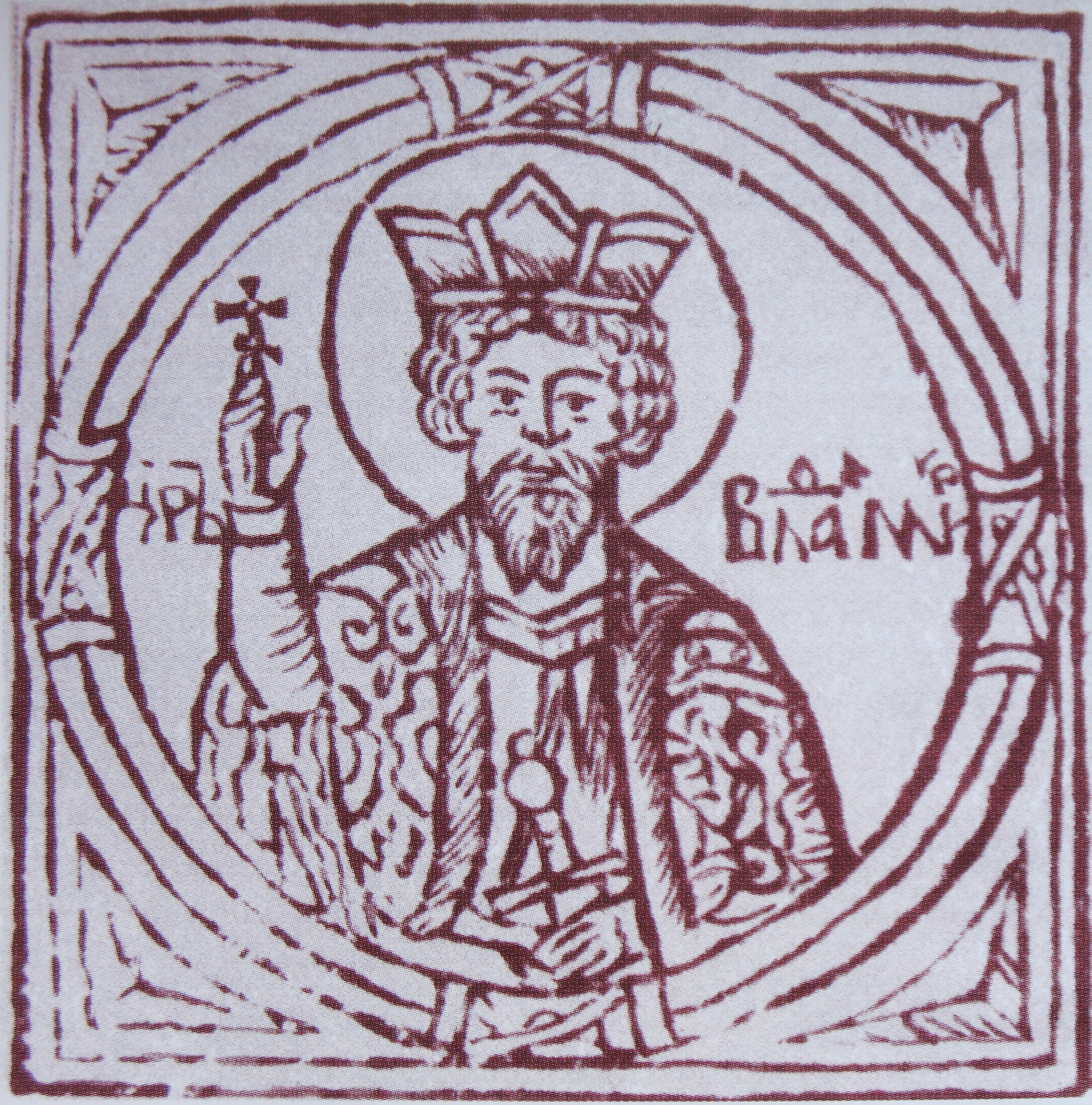
Великий князь Київський Володимир І
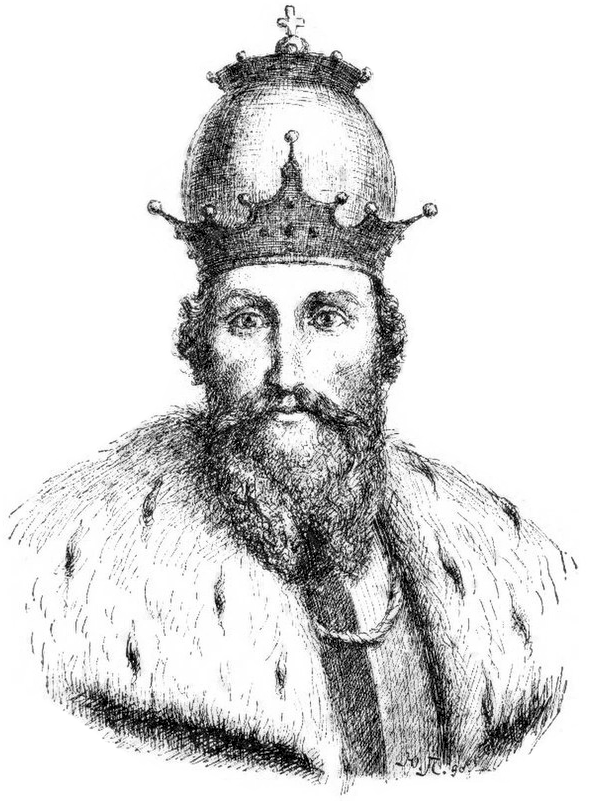
Король Русі Данило Романович
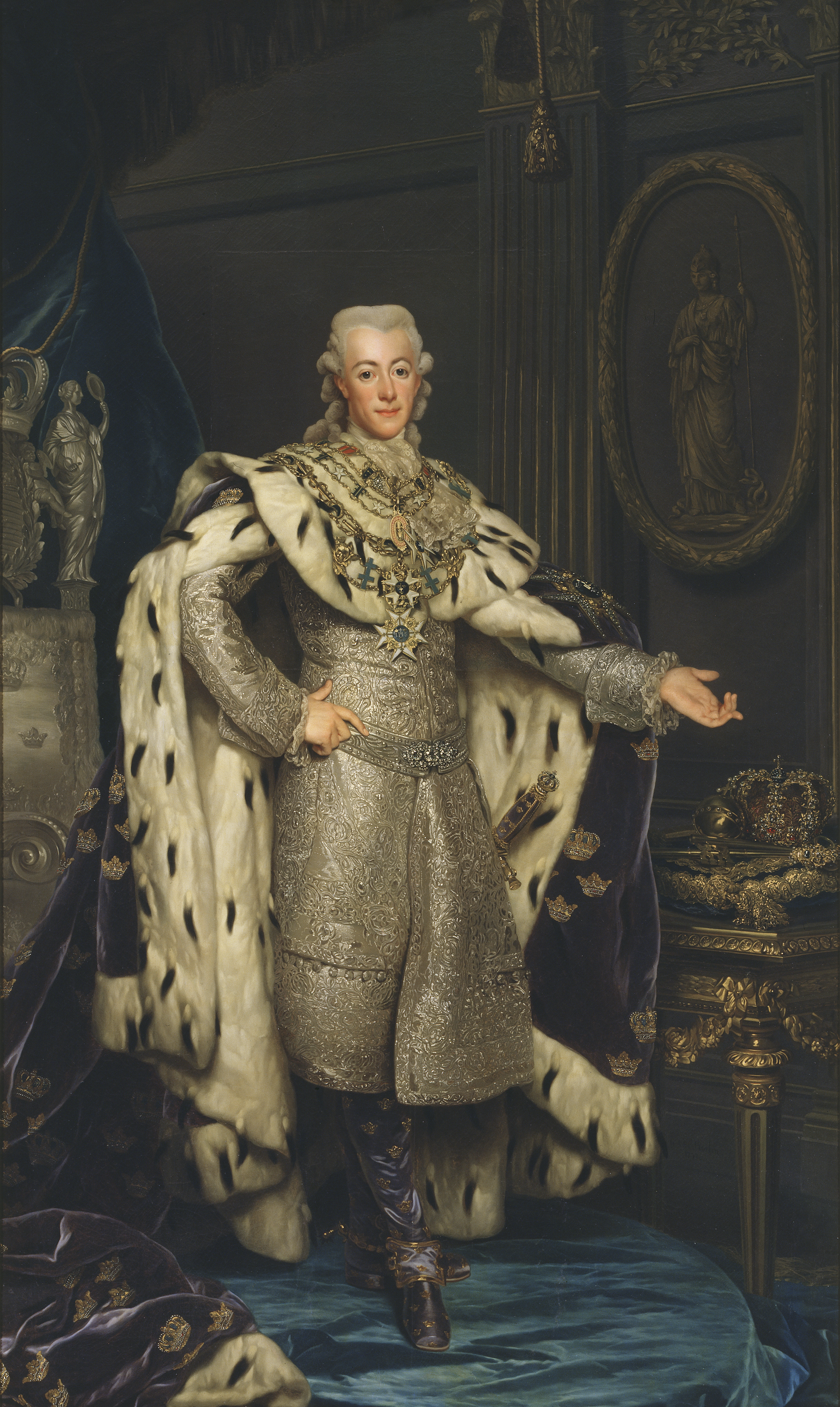
Король Швеції Густаф III
Король Русі Лев II
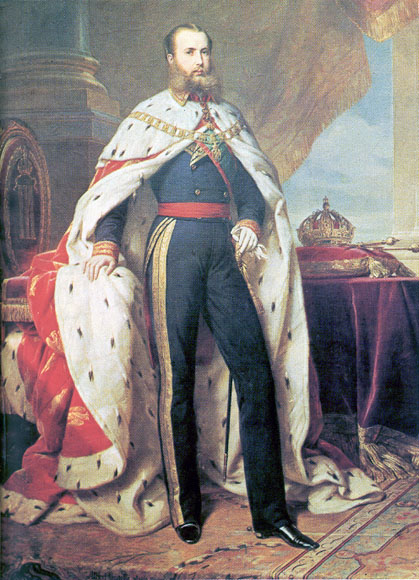
Імператор Мексики Максиміліан I
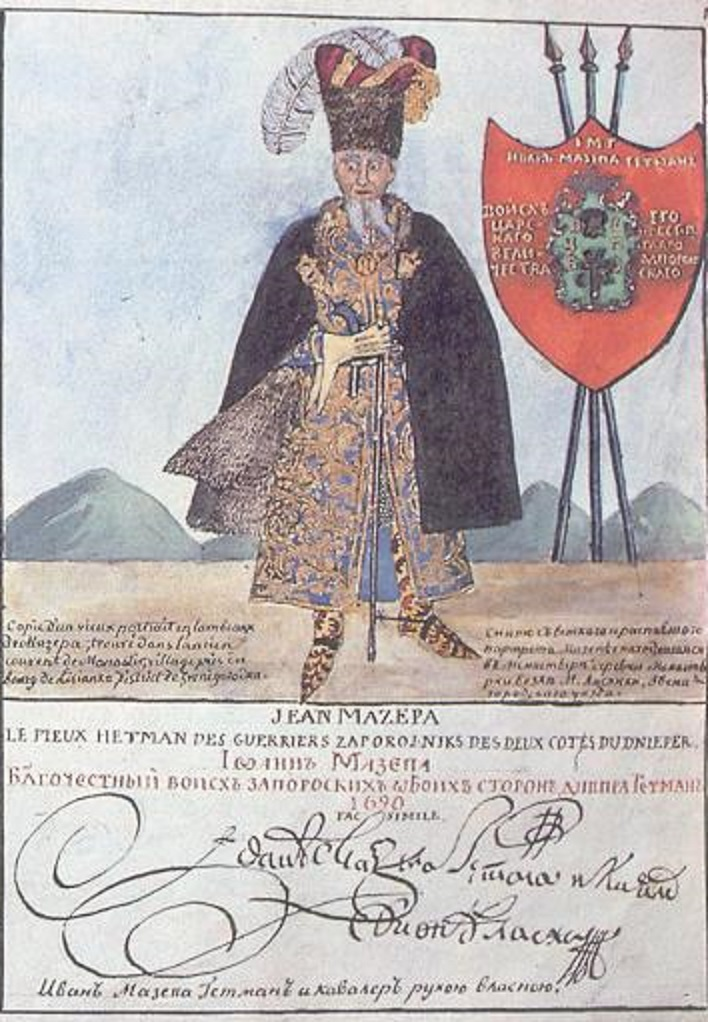
Князь і гетьман України Іван Мазепа
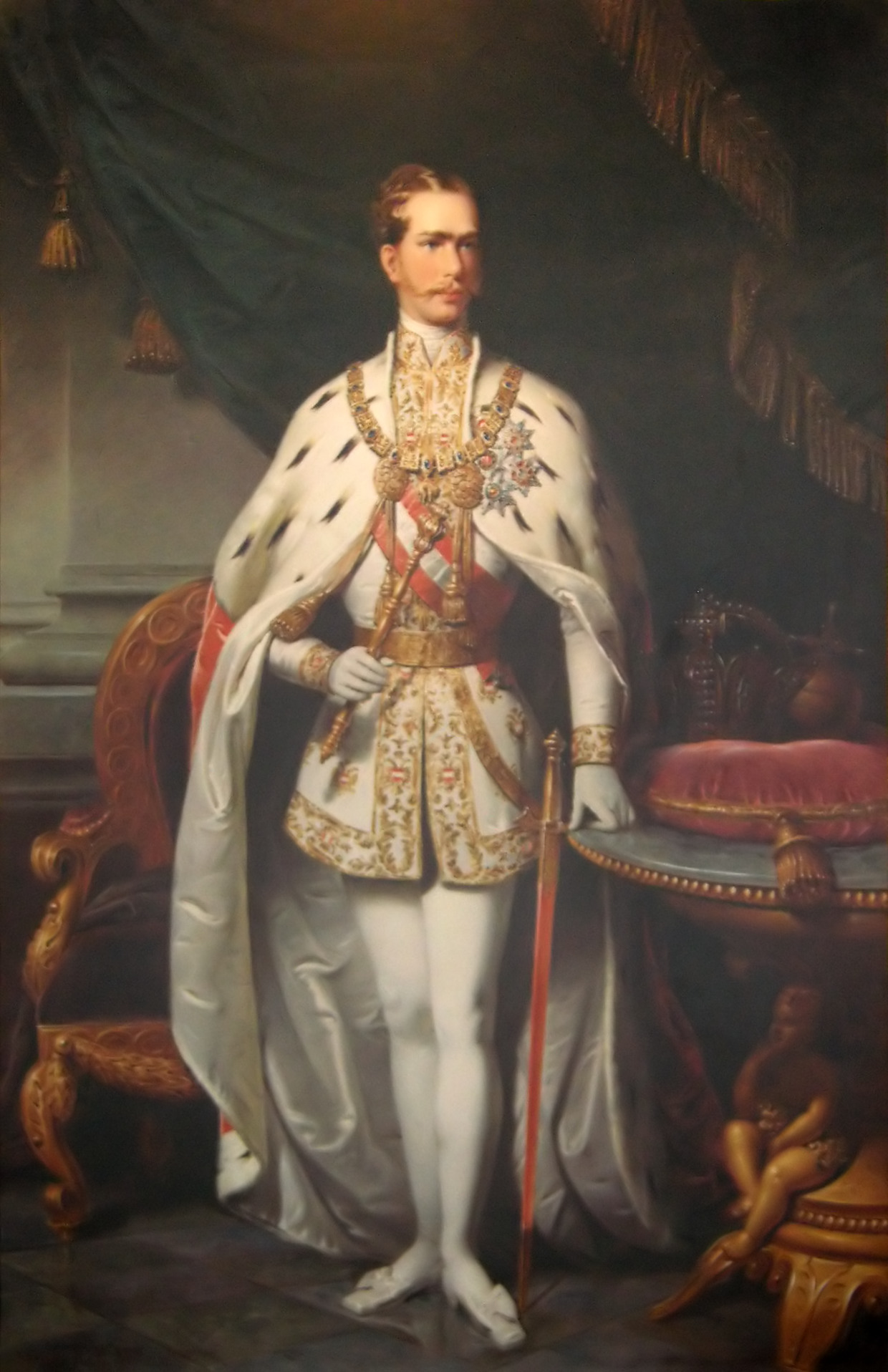
Імператор Австрії Франц Йосиф I
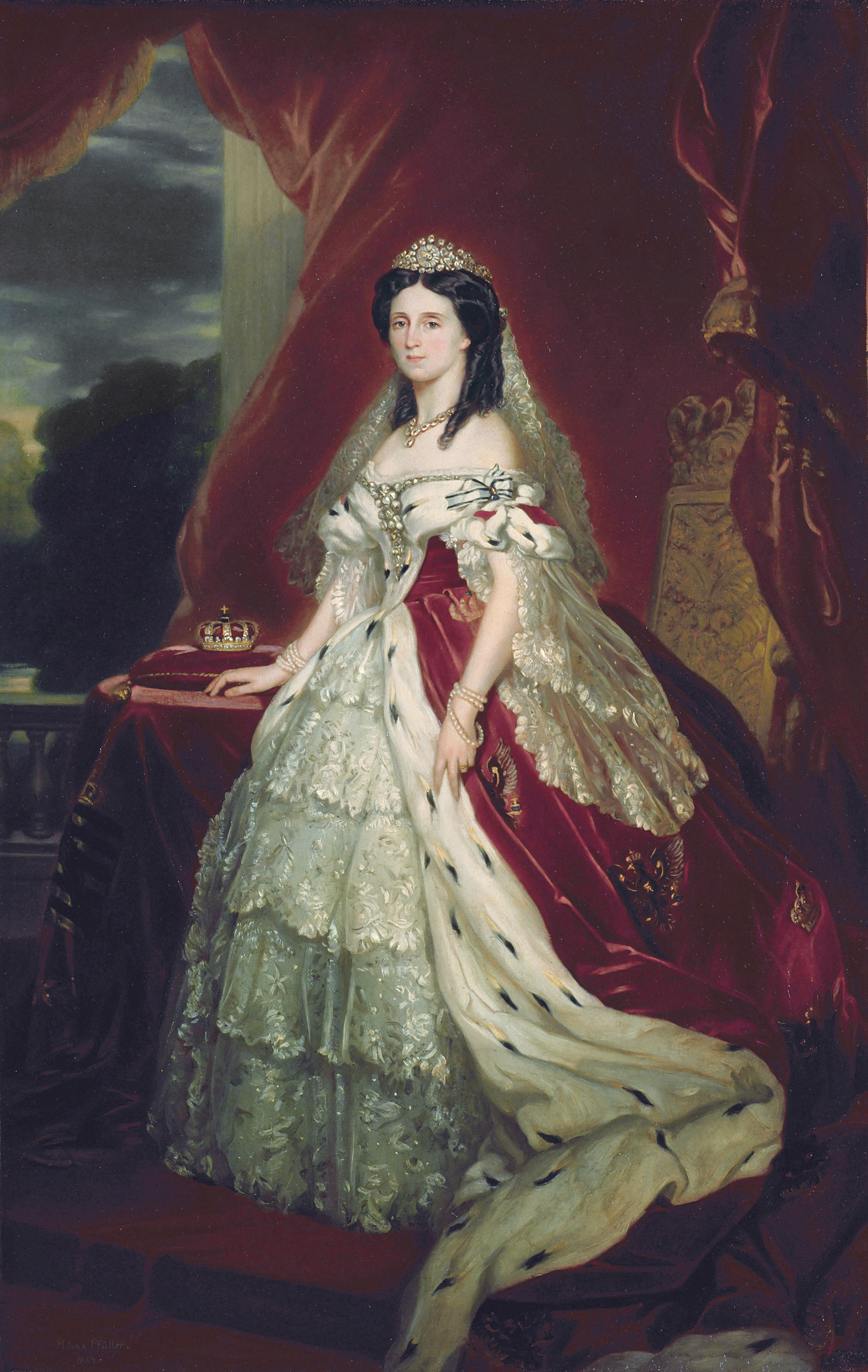
Королева Прусії Августа
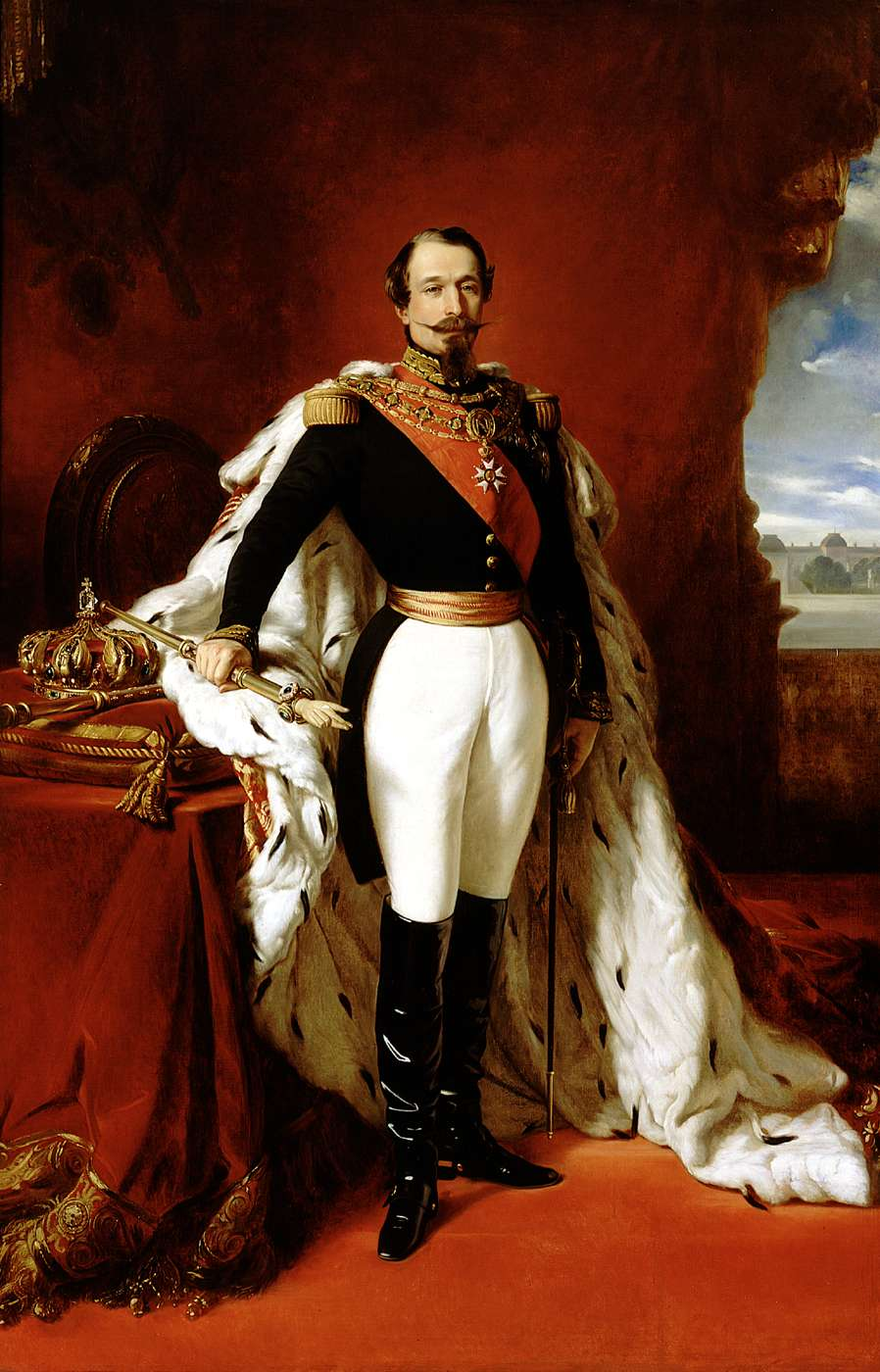
Імператор Наполеон III
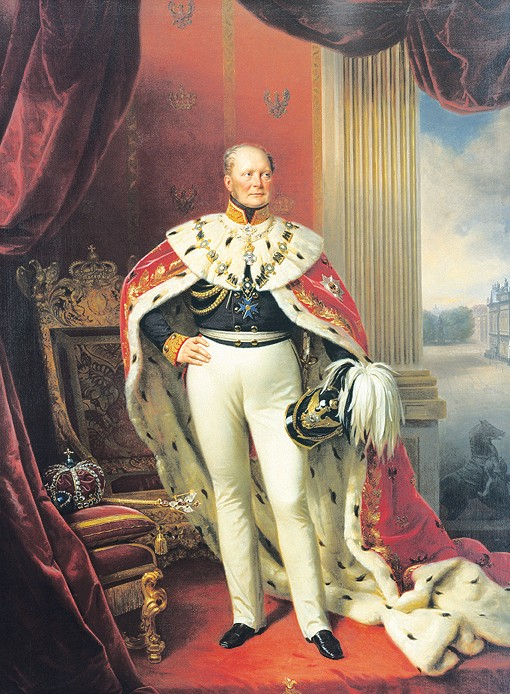
Король Прусії Фрідріх-Вільгельм IV
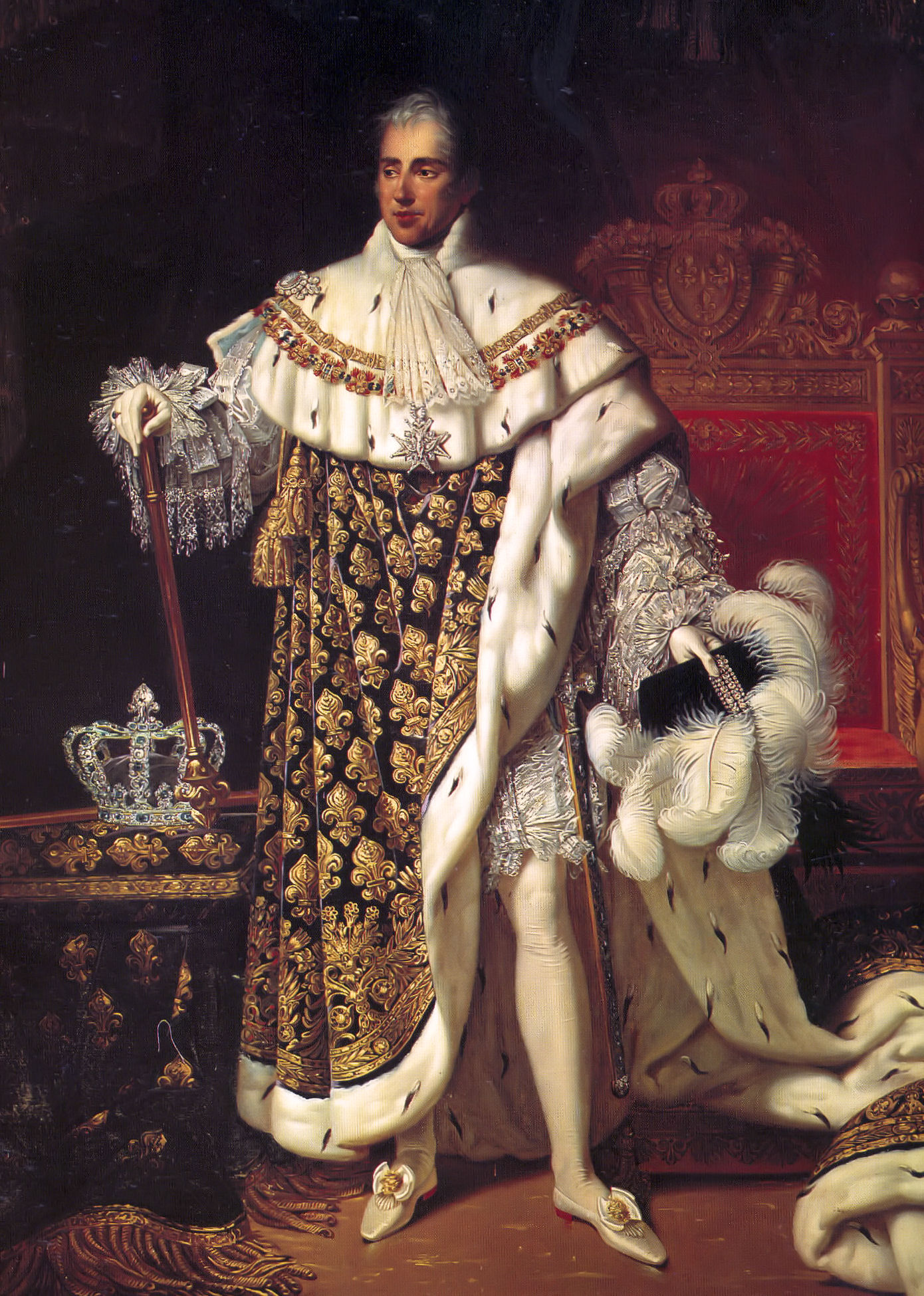
Король Франції Карл X
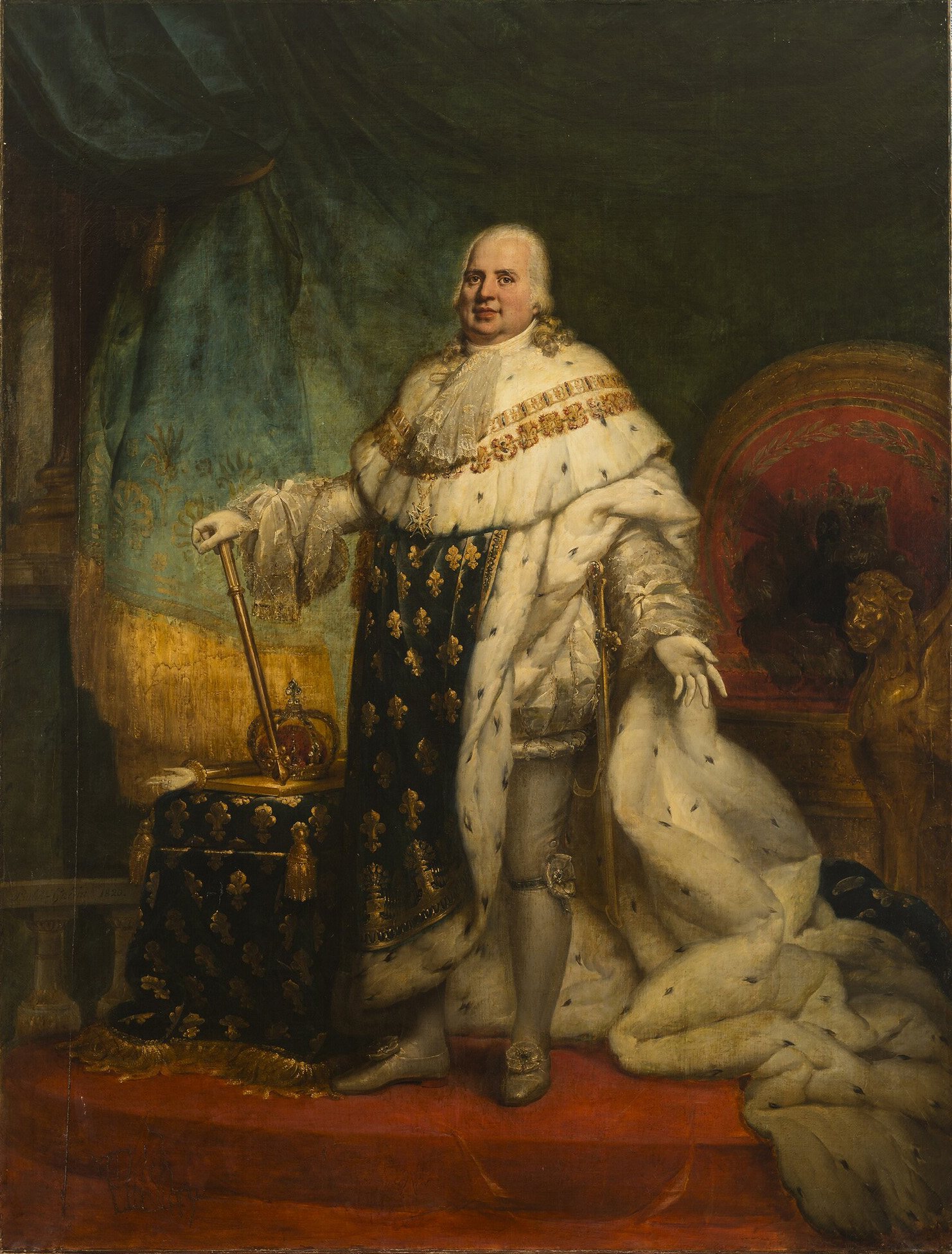
Король Франції Людовик XVIII
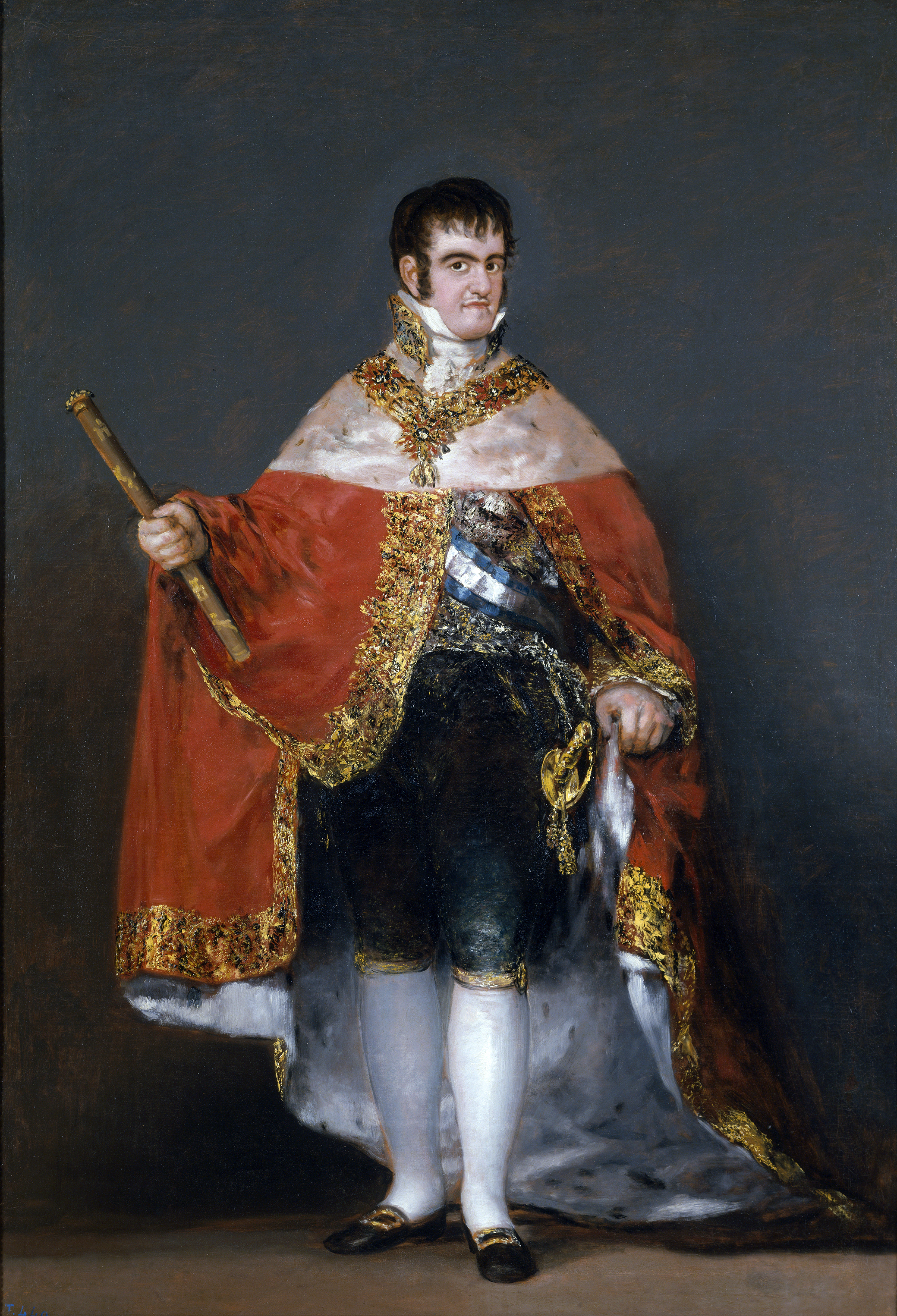
Король Іспанії Фернандо VII
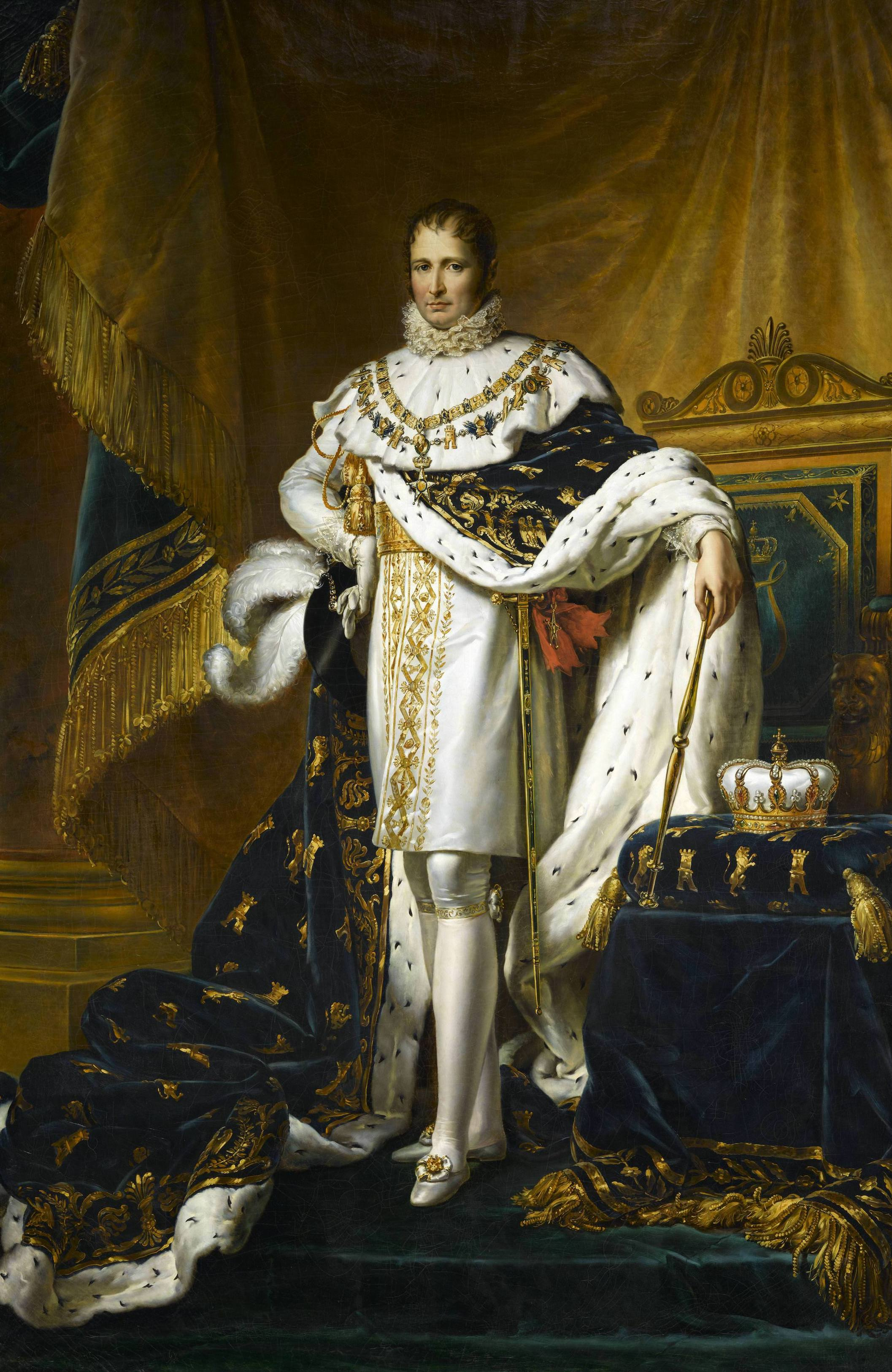
Король Іспанії та Неаполя Жозеф Бонапарт
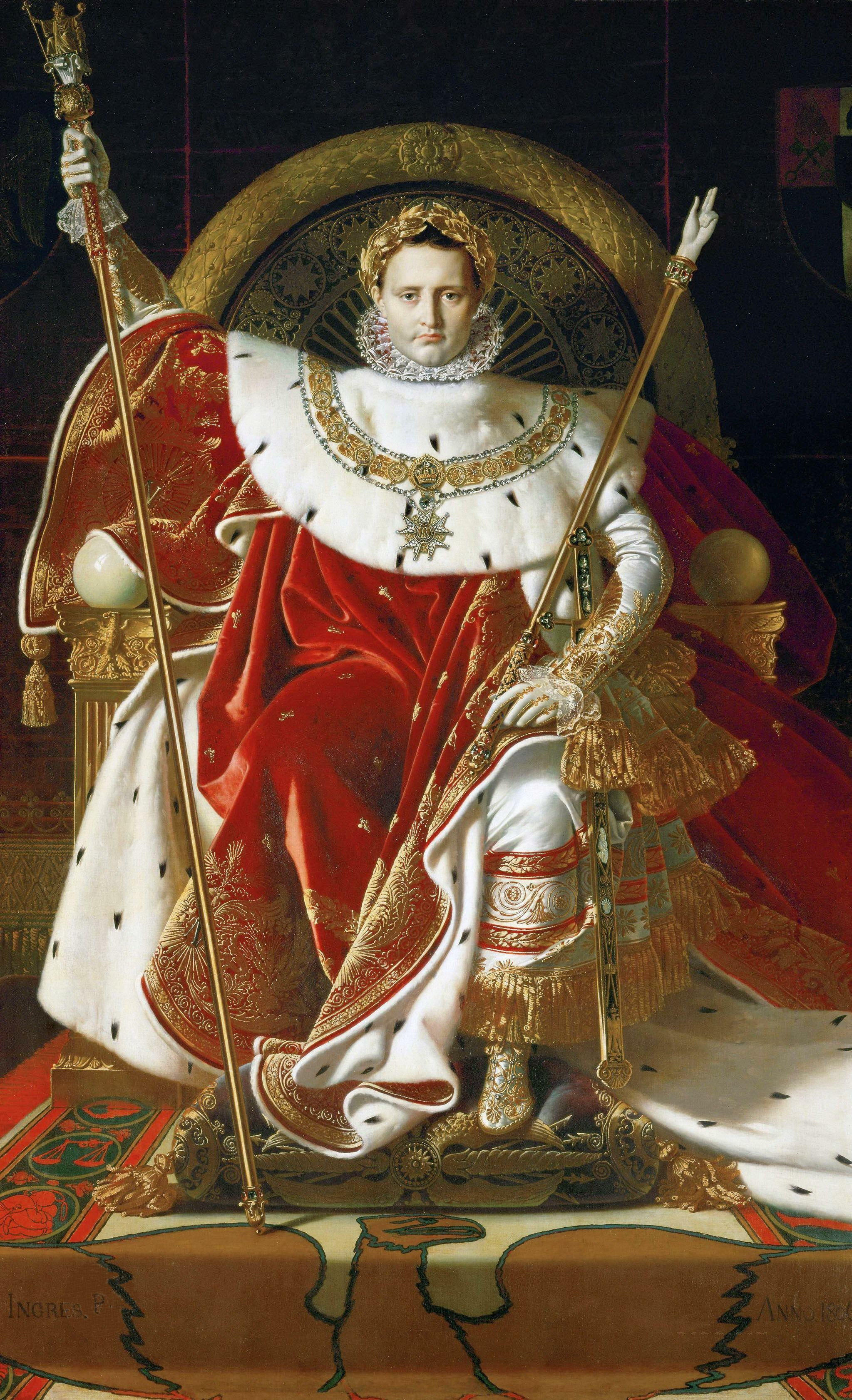
Імператор Наполеон І
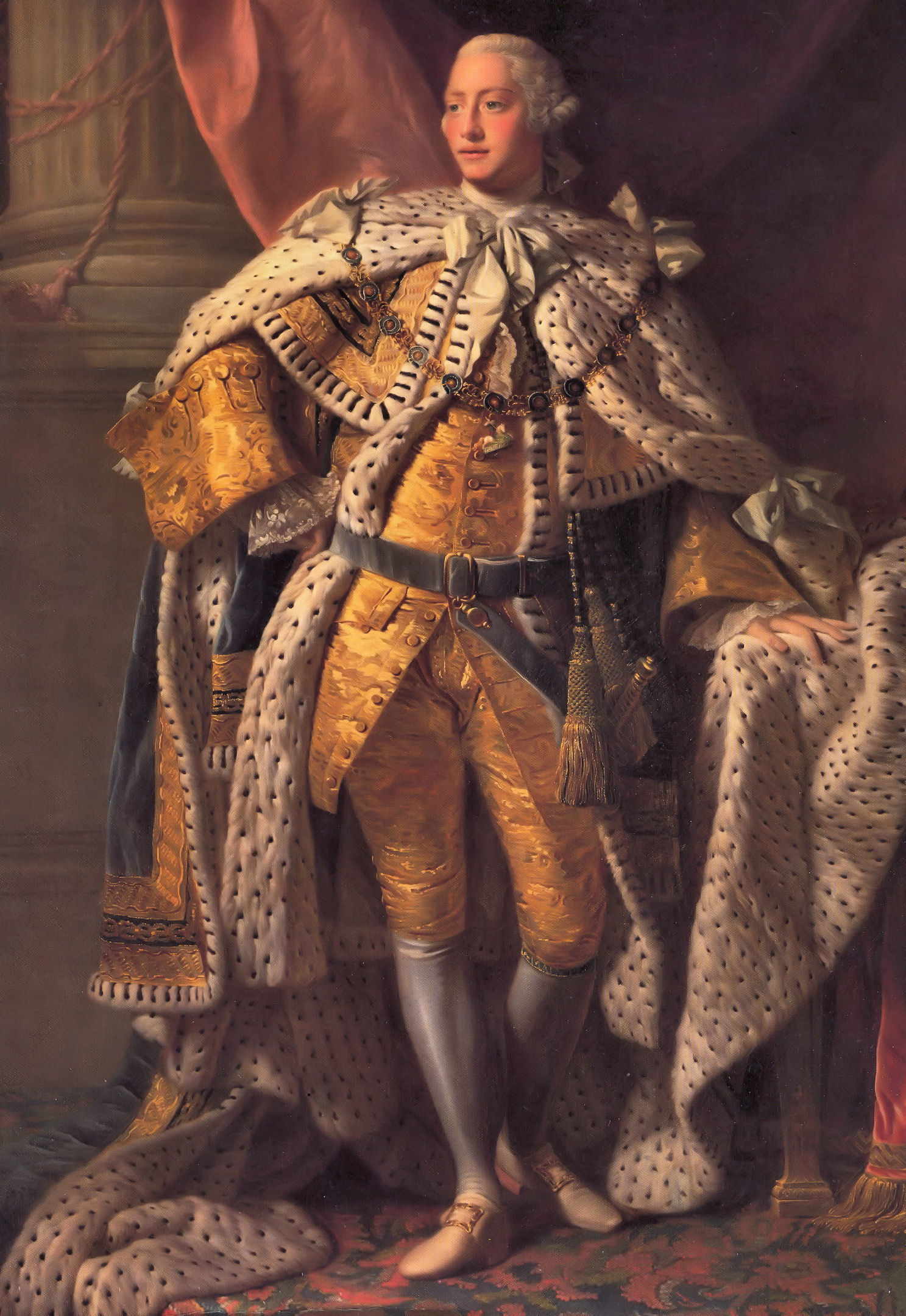
Король Великої Британії Георг III
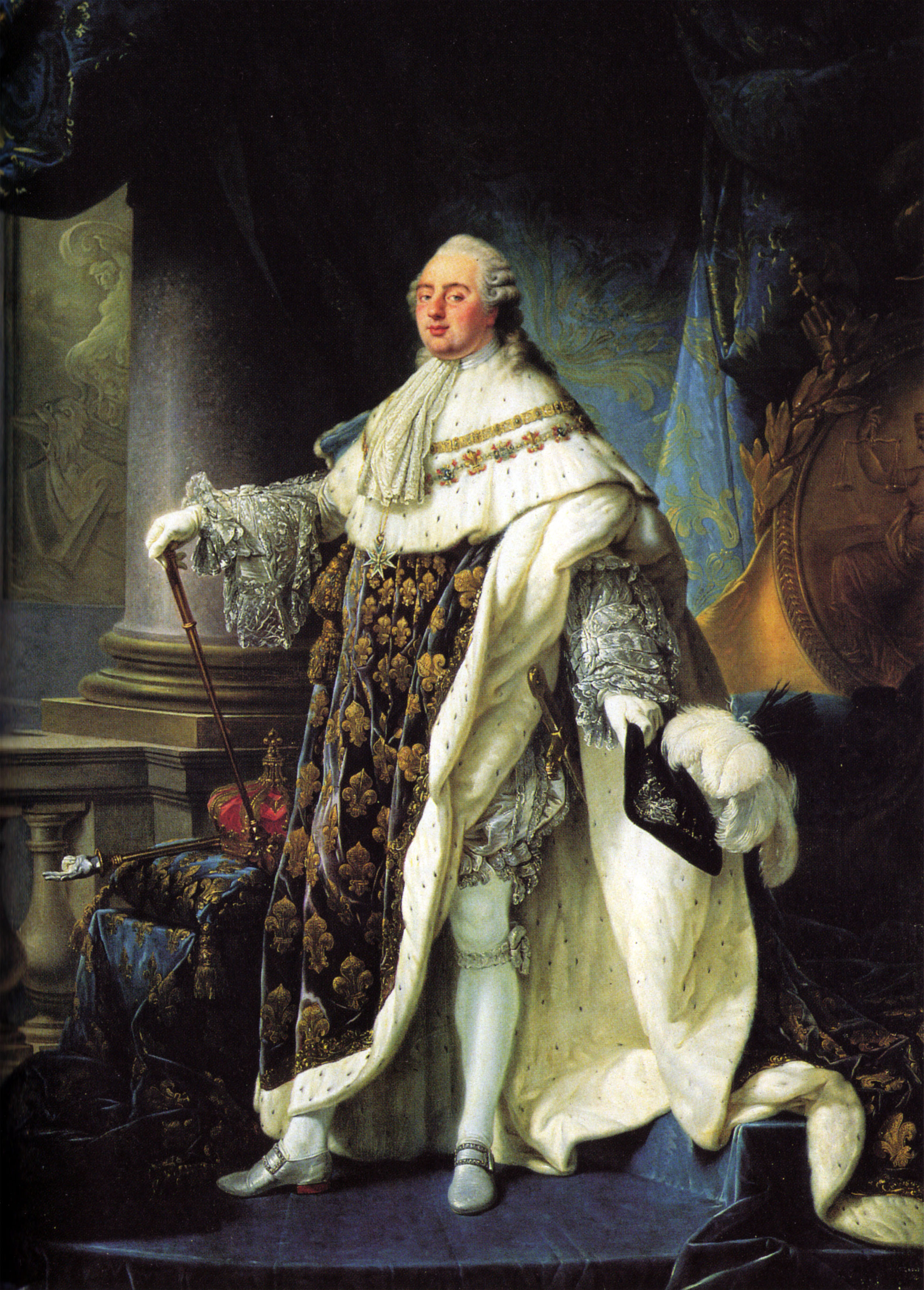
Король Франції Людовик XVI
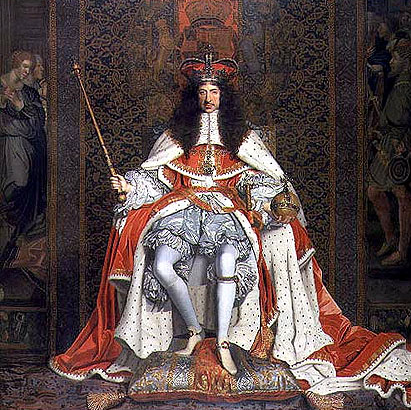
Король Англії Карл II
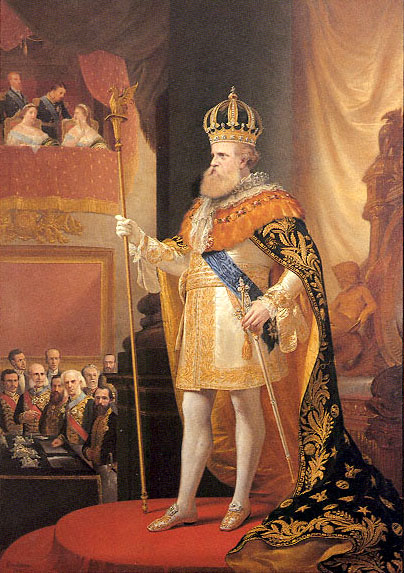
Імператор Бразилії Петро II
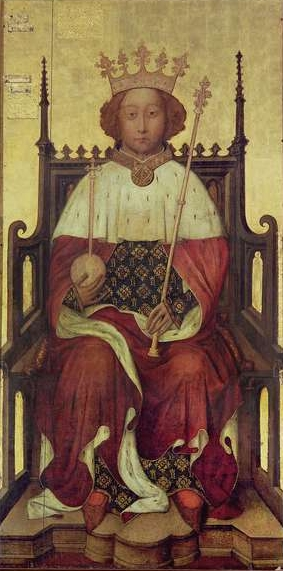
Король Англії Річард II
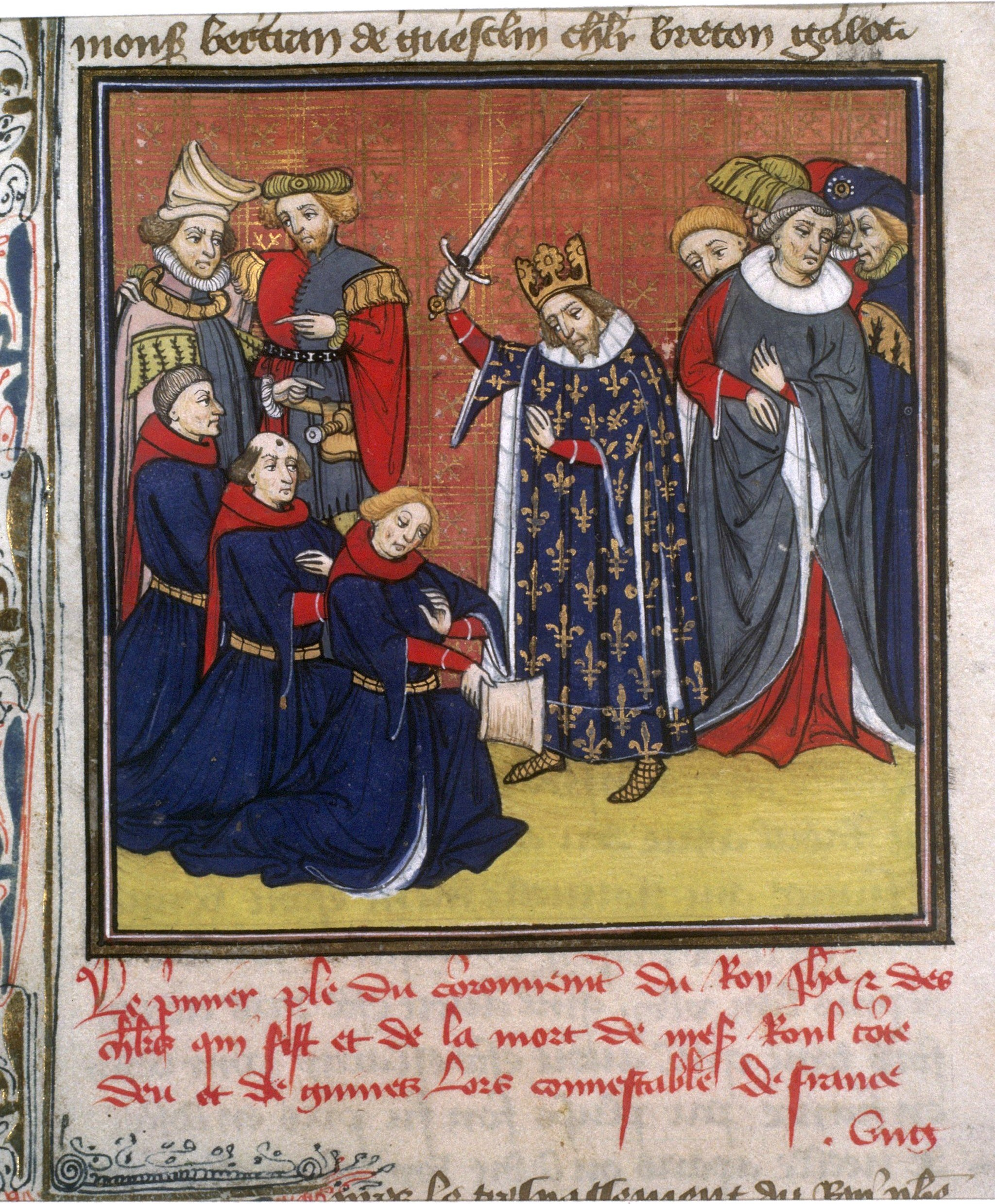
Король Франції Іван II
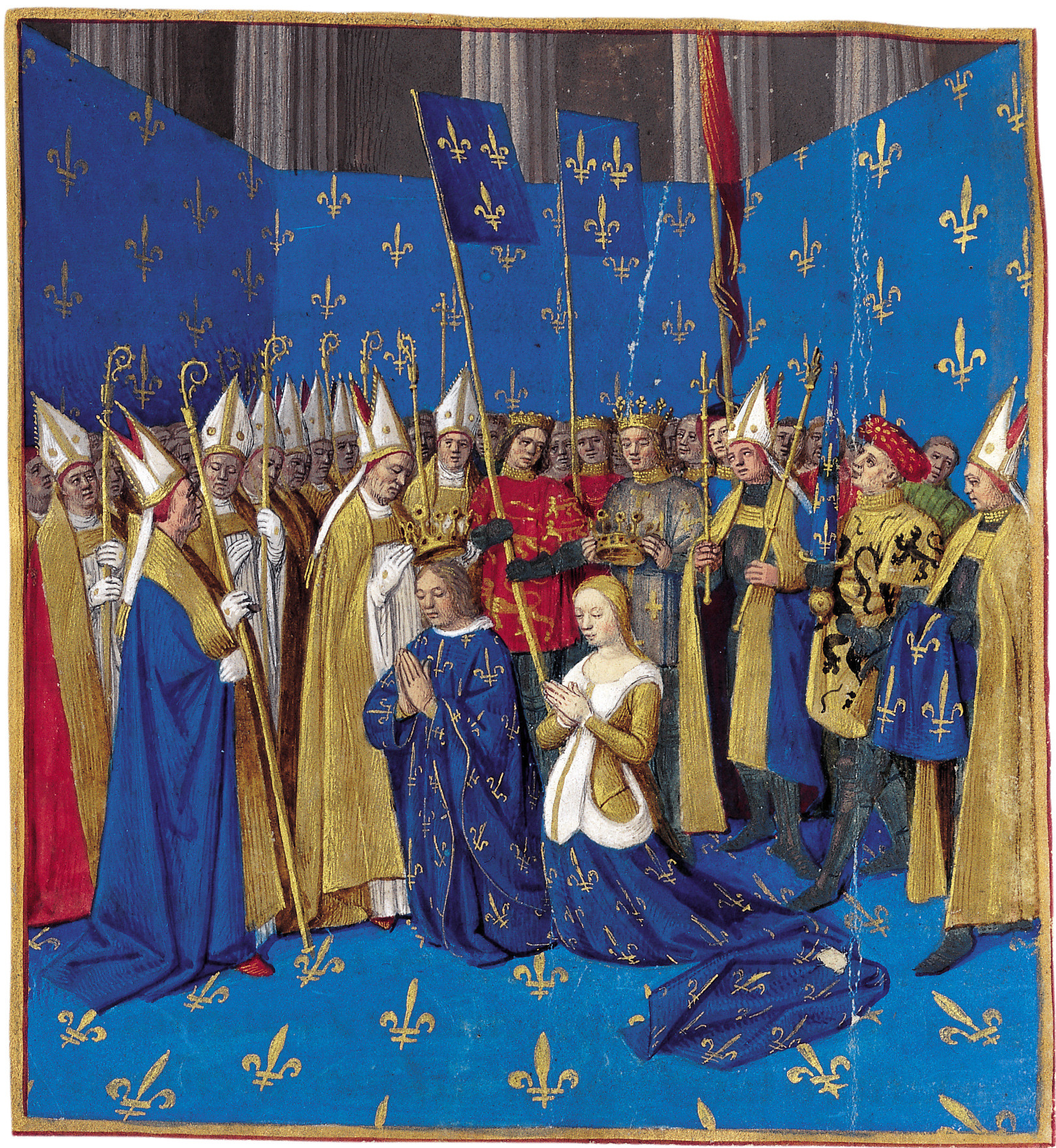
Король Франції Людовик VIII
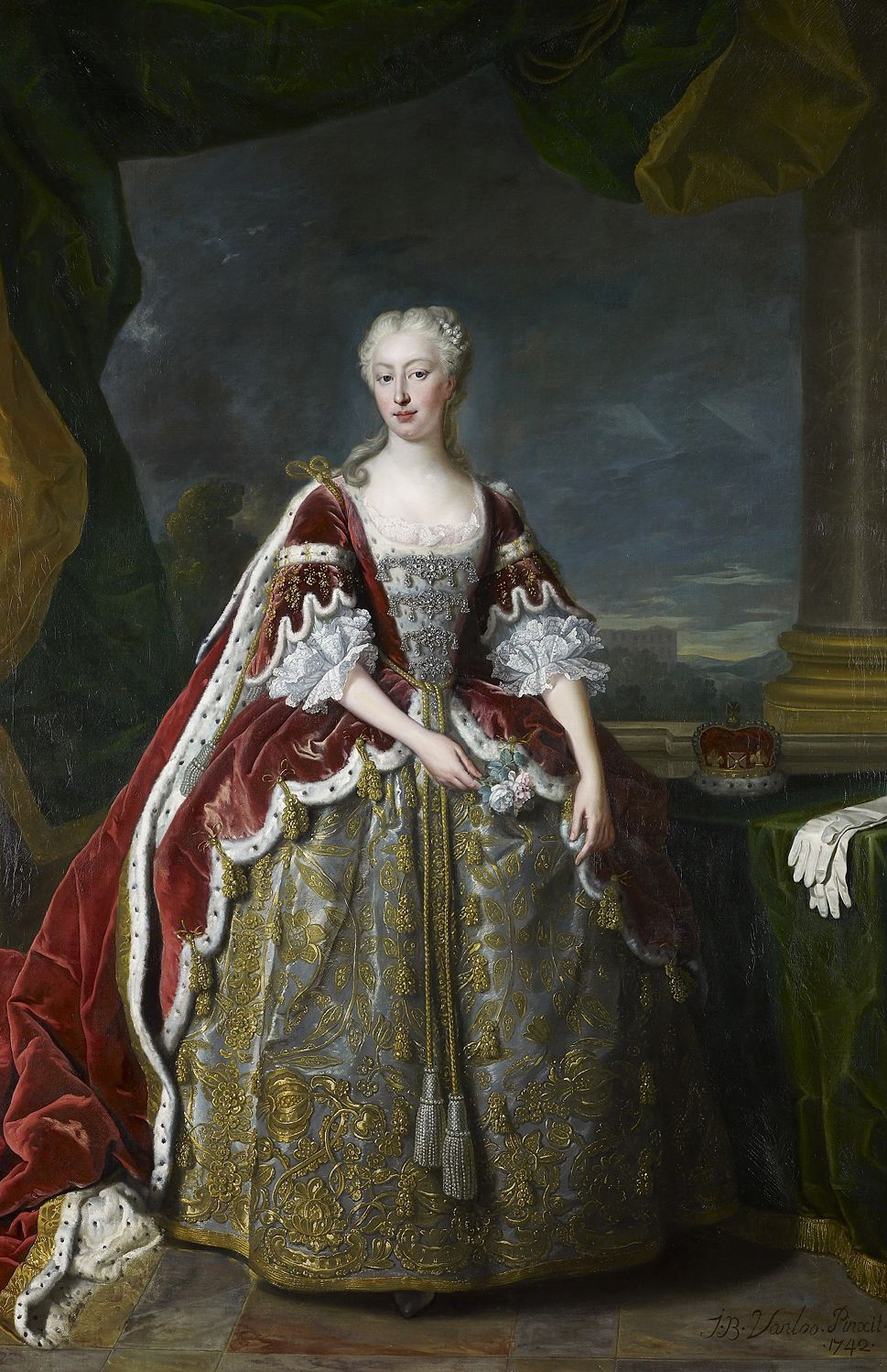
Принцеса Августа Уельська
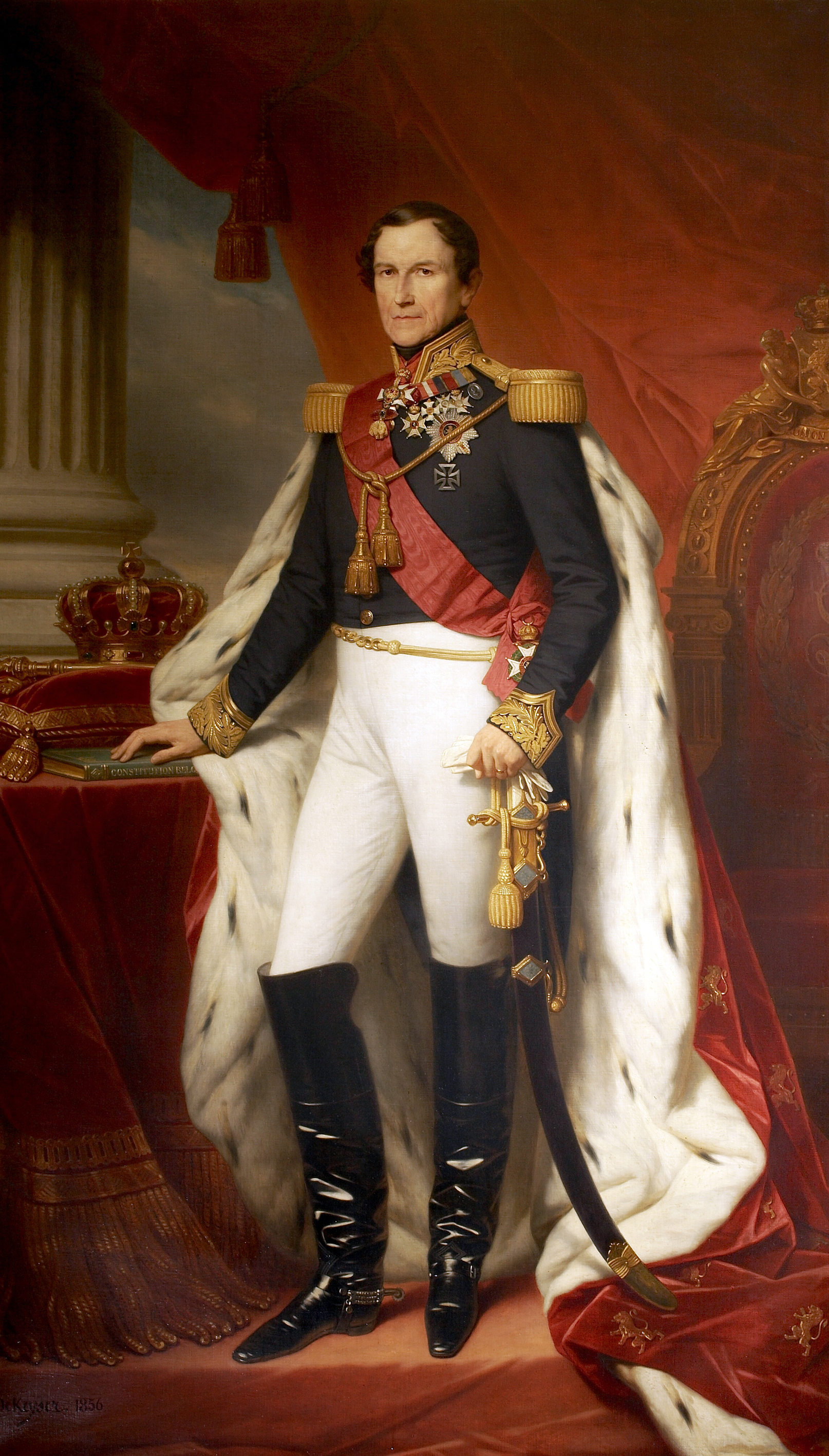
Король Бельгії Леопольд I